# Jennifer Pazmiño
Jennifer Stephanie Pazmiño Saldaña (Guayaquil, 29 dicembre 1987) è una modella ecuadoriana incoronata Miss Ecuador Terra 2010 e Miss Ecuador International 2008.
La Pazmiño, è stata eletta all'età di venti anni Miss Ecuador International il 13 marzo 2008 a Quito, in rappresentanza della provincia di Guayas. In qualità di Miss Ecuador International 2008, Jennifer Pazmiño ha rappresentato l'Ecuador, a Miss International 2008, svolto il 7 novembre a Macao. La modella si è classificata nella top 12 finale.
Il 4 dicembre 2010 viene incoronata Miss Ecuador Earth 2010 e rappresenta la propria nazione a Miss Terra 2010 in Vietnam. La Pazmiño vince il titolo di Best in Evening Gown, e nella serata finale viene nominata Miss Aria 2010.